# Uma Encrenca no Olimpo
Uma Encrenca no Olimpo é um filme brasileiro do gênero comédia, dirigido por Luiz de Barros em 1929. Foi estrelado pela dupla cômica Genésio Arruda e Tom Bill. Produzido simultaneamente com "Acabaram-se os Otários", nunca foi lançado oficialmente nos cinemas, o motivo é desconhecido.
Se tivesse sido lançado, seria um dos primeiros filmes brasileiros de longa-metragem a ter som, sendo sincronizado com os discos da Columbia, assim como Acabaram-se os Otários.

## Elenco
Algumas fontes também citam o ator Vicente Caiafa e as atrizes Gina Bianchi e Alzir Arruda no elenco.
- Genésio Arruda
- Tom Bill